# Els Sants Metges (Lloret)
Els Sants Metges és una capella a la ciutat de Lloret (la Selva) que forma part de l'Inventari del Patrimoni Arquitectònic de Catalunya.

## Arquitectura
Es tracta d'una capella d'una sola nau, la qual consta d'un portal, d'accés, d'arc de mig punt; un ull de bou de grans dimensions i campanar d'espadanya d'un sol ull, equipat amb una campana i coronat per una gran creu. Sota la campana es poden llegir les grans inicials fusionades en un sol pla de "M V".
Aquest portal, equipat amb muntants de dimensions mitjanes, però això si, ben treballats i escairats els quals tenen com a matèria primera la pedra, concretament el granit, sobresurt especialment per dos factors: per una banda, pel sumptuós tractament a què s'ha sotmès la porta, la qual està treballada en un repujat de fusta. Concretament en la part esquerra superior, podem observar un relleu molt atractiu constituït per garlandes i motius florals. Mentre que per l'altra, al costat esquerre del portal trobem una inscripció molt interessant, gravada sobre una placa de ceràmica, la qual fa al·lusió a les obres de restauració que es van dur a terme en la capella i que diu així: "EN EL DESÈ ANIVERSARI DEL XINO-XANO ES VA POSAR AQUESTA CAMPANA QUE PORTA PER NOM MARINA. LLORET DE MAR, GENER DE 1989."
La façana està emmarcada a ambdós costats per dues pilastres - una per banda-, les quals descansen sobre un basament i que estan coronades per sengles capitells, els quals s'ajunten constituint una cornisa sobre la qual trobem les inicials anteriorment citades de "M V". Posteriorment les pilastres es prolonguen en un segon estrat i estan coronades amb uns petits pinacles de tall vegetal i floral. Però la cosa no acaba aquí, ja que els capitells tornen a ser prolongats fins al punt d'esdevenir la motllura externa del campanar d'espadanya.
Tot aquest entramat arquitectònic des de les pilastres que flanquegen la façana, passant pels capitells i fins a arribar a les cornises és fictici i fals. Tot aquest entramat no és de pedra sinó tot el contrari, ja que simplement està arrebossat i pintat.

## Història

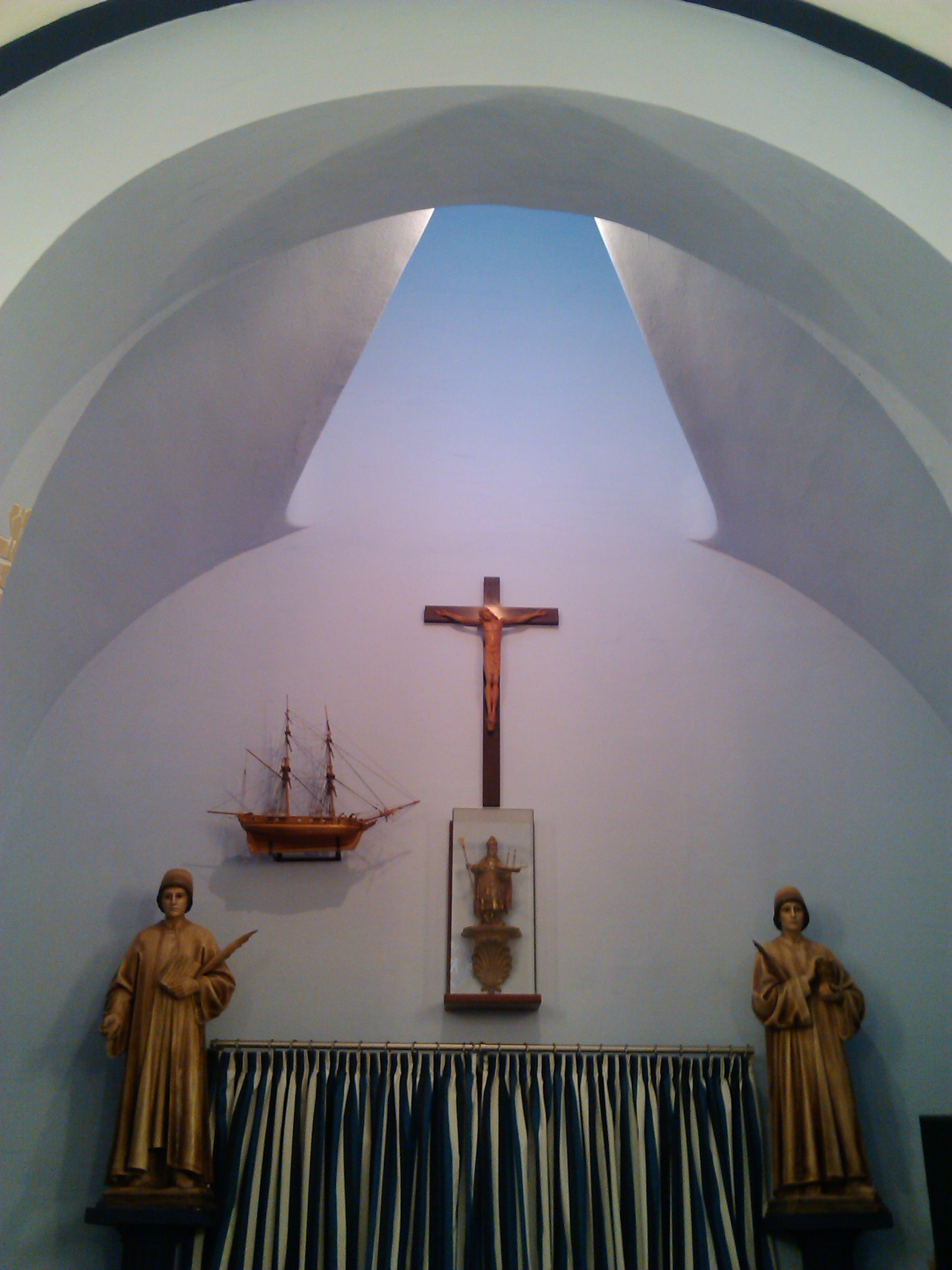

La capella pertanyia al primer hospital de la vila, situat prop de la plaça del Carme, l'anomenat Hospital de beneficència. A mitjan segle xv, el paborde representant de la Catedral de Girona a Lloret, Narcís Oliveres, comença el projecte de crear un hospital que es va fundar el 1445. El 1870 es construí un nou hospital més gran i modern. L'edifici antic es va vendre però la capella passà a les monges del Cor de Maria, instal·lades en un edifici adjacent.
Amb la inauguració del nou hospital, aquesta capella annexa va ser posada a la venda per l'Ajuntament. La va adquirir, el 21 de juny de 1881, el canonge Dr. Narcís Domènech i Parés, per cedir-la a la parròquia. L'any 1912 va ser restaurada, per iniciativa del canonge Dr. Agustí Vilà i sota la direcció artística de l'arquitecte lloretenc Bonaventura Conill i Montobbio. En les obres de restauració, es van incorporar a la capella les actuals voltes de creueria de rajola, típiques del Modernisme català.
Durant la Guerra Civil Espanyola (1936-1939), la capella va patir desperfectes. La majoria d'elements de l'interior es cremaren el 1936. Gràcies a la devoció dels lloretencs pels Sants Metges –Cosme i Damià–, va ser reconstruïda després de la guerra. Més endavant, es van encarregar de la seva conservació particulars i entitats com el Xino-Xano (que van dotar-la d'una nova campana anomenada Marina). Els darrers anys, la Confraria de Sant Elm (patró de navegants i mariners) ha tingut cura de la conservació i manteniment de la capella. La capella ha estat renovada, tant a l'interior com a l'exterior, amb un aire mariner, i la confraria l'ha adoptat com a seu social. Sense abandonar el seu ús religiós, se li està donant també un ús cultural (per a concerts, exposicions, conferències...).